# Liste der Kulturgüter in Lausen
Die Liste der Kulturgüter in Lausen enthält alle Objekte in der Gemeinde Lausen im Kanton Basel-Landschaft, die gemäss der Haager Konvention zum Schutz von Kulturgut bei bewaffneten Konflikten, dem Bundesgesetz vom 20. Juni 2014 über den Schutz der Kulturgüter bei bewaffneten Konflikten sowie der Verordnung vom 29. Oktober 2014 über den Schutz der Kulturgüter bei bewaffneten Konflikten unter Schutz stehen.
Objekte der Kategorien A und B sind vollständig in der Liste enthalten, Objekte der Kategorie C fehlen zurzeit (Stand: 1. Januar 2023).

## Kulturgüter
| Foto |                                                                                               | Objekt                                                           | Kat. | Typ | Standort                                 | Beschreibung |
| ---- | --------------------------------------------------------------------------------------------- | ---------------------------------------------------------------- | ---- | --- | ---------------------------------------- | ------------ |
| BW   | Datei hochladen · Wikidata zu Ehemalige Papiermühle (Q29678598)                               | Ehemalige Papiermühle mit Nebengebäuden KGS-Nr.: 01452           | A    | G   | Unterdorfstrasse 60-68 624477 / 257923   |              |
| BW   | Datei hochladen · Wikidata zu Bettenach, römische bis hochmittelalterliche Siedlung (Q832339) | Bettenach, römische-hochmittelalterliche Siedlung KGS-Nr.: 01451 | A    | F   | Gartenweg 624071 / 258500                |              |
| ja   | Datei hochladen · Wikidata zu Evangelische-reformierte Kirche mit Sigristenhaus (Q29678614)   | Evangelisch-reformierte Kirche mit Sigristenhaus KGS-Nr.: 01453  | B    | G   | Kirchstrasse 14, 16 624020 / 258465      |              |
| BW   | Datei hochladen · Wikidata zu Mühleanlage mit Kleinkraftwerk (Q29678631)                      | Mühleanlage mit Kleinkraftwerk KGS-Nr.: 12145                    | B    | G   | Unterdorfstrasse 53, 53a 624397 / 257975 |              |
| BW   | Datei hochladen · Wikidata zu Ortsmuseum Lausen (Q27483913)                                   | Ortsmuseum KGS-Nr.: 12311                                        | B    | S   | Kirchstrasse 16a 623988 / 258473         |              |